# Língua khün
Khün ou Tai Khün (Tai Khün:   ᨴᩱ᩠ᨿᨡᩨ᩠ᨶ /táj kʰɯ̌ːn/; língua tailandesa: ไทเขิน, também chamada Kengtung Dai, Kengtung-Hsipaw Shan, é a língua do povo Tai Khün de Kengtung, Xã, Myanmar. É uma língua tai que está intimamente relacionado com a língua tailandesa e a língua laociana. Também é falado na província de Chiang Rai, na Tailândia, e na província de Yunnan, na China.

## Geografia
Na China, existem cerca de 10.000 pessoas de Tai Khuen () nas seguintes áreas da província de Yunnan (Gao, 1999)).
- Condado Menglian 孟连县: em Mengma 勐马镇 e em Meng'aba 勐阿坝 (12 vilas)
- Condado Ximeng 西盟县: em Mengsuo 勐梭
- Lincang (poucos falantes esparsos)

## Fonologia
|                      | Labial | Alveolar | Pós-alveolar / Palatal | Velar | Glotal |
| -------------------- | ------ | -------- | ---------------------- | ----- | ------ |
| Nasal                | [m]    | [n]      | [ɲ]                    | [ŋ]   |        |
| Plosiva and Africada | [pʰ]   | [tʰ]     | [tɕʰ]                  | [kʰ]  |        |
| Plosiva and Africada | [p]    | [t]      | [tɕ]                   | [k]   | [ʔ]*   |
| Plosiva and Africada | [b]    | [d]      |                        |       |        |
| Fricativa            | [f]    | [s]      |                        |       | [h]    |
| Vibrante             |        | [r]**    |                        |       |        |
| Aproximante          |        | [l]      | [j]                    | [w]   |        |

* A oclusiva glotica fica após uma vogal curta não final, ou surda antes de uma vogal.
 **  O  [r] é frequentemente usado com palavras-chave em Sânscrito e Pali.